# Murod Hodjibayev
Murod Hodjibayev (russisch Мурод Ходжибаев; * 3. März 1986) ist ein usbekischer Biathlet der vor allem in der Stilrichtung Crosslauf im Sommerbiathlon erfolgreich ist.
Murod Hodjibayev nahm von 2004 bis 2007 an vier Junioren-Weltmeisterschaften im Sommerbiathlon teil. Brachten die ersten Welttitelkämpfe in Osrblie noch keine nennenswerten Ergebnisse, schaffte er 2005 in Muonio in allen vier Rennen Top-Ten-Ergebnisse. Mit der Staffel um Ruslan Nasirov und Anuzar Yunusov gewann Hodjibayev hinter dem russischen Team die Silbermedaille. Im Massenstart belegte der Usbeke Platz fünf, in Sprint und Verfolgung kam er auf siebte Ränge. Im folgenden Jahr in Ufa konnte er als beste Platzierung Rang 16 in der Verfolgung erreichen. Bei seinen letzten Titelkämpfen in Otepää war Platz 15 im Massenstart das beste Resultat.
2008 trat Hodjibayev erstmals bei Weltmeisterschaften im Seniorenbereich an. In Haute-Maurienne wurde er 16. im Sprint und 12. in der Verfolgung in den Crosslauf-Wettbewerben. Auf Rollskiern kam er auf den Plätzen 43 im Sprint und 35 im Einzel ein. Auch die Offenen asiatischen Sommerbiathlon-Meisterschaften 2008 verliefen erfolgreich. Hodjibayev gewann hinter Ruslan Nasirov in Sprint und Einzel die Silbermedaillen, in der Verfolgung schob sich Pawel Tschuprijanow zwischen sie und Hodjibayev gewann Bronze.
Einmal startete Hodjibayev international im Winterbiathlon. 2006 erreichte er in Obertilliach im Junioren-Europacup den 132. Rang im Sprint und wurde damit Vorletzter.